# Lupiñén-Ortilla
Lupiñén-Ortilla è un comune spagnolo di 343 abitanti situato nella comunità autonoma dell'Aragona.

Fa parte della comarca della Hoya de Huesca.